# Dumitru Venicius Iliescu
Dumitru Venicius Iliescu este un general (cu 4 stele) român, care a îndeplinit funcția de director al Serviciului de Protecție și Pază (SPP) (7 mai 1990 - 21 noiembrie 1996).

## Biografie
Dumitru Iliescu a fost ofițer în Ministerul Apărării Naționale (MApN), ocupând, la un moment dat, poziția de secretar al Uniunii Tineretului Comunist la Comitetul Politic Superior al Armatei.
În perioada Revoluției din decembrie 1989, Dumitru Iliescu avea gradul de maior.
Presa l-a acuzat că în noaptea de 21 decembrie 1989 el a executat ordinul de reprimare sângeroasă a revoluționarilor, trecând efectiv cu blindatele peste revoluționarii prezenți la baricada din fața Hotelului Intercontinental. Iliescu a negat că ar fi spart baricada. Am văzut evenimentele până a fost spartă baricada demonstranților, dar acest lucru s-a făcut de către alte TAB-uri, venite de la altă unitate, nu de către TAB-ul cu care am venit eu acolo, a declarat el la audierea în Dosarul revoluției în anul 2005.
După constituirea la 22 decembrie 1989 a Frontului Salvării Naționale, Dumitru Iliescu a organizat la 26 decembrie 1989 o grupare militară de patru ofițeri M.Ap.N., care a fost însărcinată cu protecția fizică a membrilor marcanți ai conducerii FSN, în care i-a cooptat pe diverși ofițeri, printre care și locotenentul major Gabriel Naghi, viitor director al SPP (2000-2005).
Prin Decretul nr. 204 din 7 mai 1990, Consiliul Provizoriu de Uniune Națională (CPUN) a înființat Unitatea Specială de Pază și Protocol (USPP), în subordinea Ministerului Apărării Naționale (în componența Brigăzii de Gardă), cu misiunea de a asigura protecția și paza demnitarilor români, precum și a celor străini care vizitau România.
Ca director al acestei unități a fost numit colonelul Dumitru Venicius Iliescu.
Prin Legea nr. 51 / 26 iulie 1991 privind siguranța națională a României, U.S.P.P. a căpătat denumirea de Serviciul de Protecție și Pază (SPP), devenind un organ de stat „cu atribuții în domeniul siguranței naționale”. În perioada cât a condus SPP-ul, colonelul Dumitru Iliescu a fost înaintat la gradul de general de brigadă (cu o stea) începând cu 1 decembrie 1994 .
La data de 21 noiembrie 1996, generalul de brigadă Dumitru Iliescu a fost înaintat la gradul de general de divizie (cu 2 stele), eliberat la cerere din funcția de director al SPP și trecut la dispoziția Ministerului de Interne . După venirea la putere a președintelui Emil Constantinescu, generalul Iliescu a fost numit la comanda Brigăzii 16 Jandarmi din Bacău. El a fost trecut apoi în rezervă cu gradul de general de divizie la 5 februarie 1997 .
În perioada guvernării CDR, generalul Iliescu s-a asociat cu fostul director adjunct al SPP, generalul Gheorghe Arădăvoaice, înființând o firmă privată, "Grupul Internațional de Pază și Protecție", care a ajuns ulterior în atenția comisiei rogatorii care a investigat afacerea Adrian Costea. De asemenea, Parchetul Militar București i-a deschis un dosar penal pentru achiziționarea de către SPP, sub conducerea lui, a unei tipografii în valoare de două milioane de dolari și a patru limuzine Mercedes, dintre care două blindate.
După revenirea la conducerea României a lui Ion Iliescu, Dumitru Iliescu a fost numit în aprilie 2001 în funcția de consilier de stat la Guvernul României, fiind rechemat în activitate pe 12 martie 2002. Președintele Iliescu l-a înaintat apoi la gradele de general de corp de armată (cu 3 stele) la 15 aprilie 2003  și general (cu 4 stele) la 21 octombrie 2004 .
Înainte de plecarea de la Cotroceni a președintelui Ion Iliescu, el l-a trecut în rezervă la data de 21 decembrie 2004 pe generalul cu patru stele Dumitru Iliescu, cu pensie de serviciu anticipată .
Împreună cu Cătălin Voicu, general SPP, Dumitru Iliescu a înființat SC Agenția Națională de Pază, Protecție, Investigații și Protocol SRL.

## Distincții
Generalul Dumitru Iliescu a primit următoarele distincții:
- Ordinul "Virtutea Militară", în grad de comandor (1 decembrie 2002) - "pentru servicii deosebite aduse în conceperea și organizarea apărării ordinii publice" [13]